# Valle Huejúcar
Valle Huejúcar es una localidad del estado mexicano de Aguascalientes. Es parte del municipio de Calvillo.

## Toponimia
El nombre «Huejúcar» proviene de los términos en náhuatl huéxotl, sauce; can, lugar. Su significado es «entre los sauces».

## Demografía
| Gráfica de evolución demográfica |
|                                  |

| Censo | Población |
| ----- | --------- |
| 1990  | 469       |
| 2000  | 1 880     |
| 2010  | 1 991     |
| 2020  | 2 006     |